# Rodeo (balletto)
Rodeo è un balletto musicato da Aaron Copland e coreografato da Agnes de Mille, che debuttò nel 1942. Sottotitolato "Il corteggiamento al Burnt Ranch", il balletto si compone di cinque sezioni: "Buckaroo Holiday", "Corral Nocturne", "Ranch House Party," "Saturday Night Waltz" e "Hoe-Down". La versione sinfonica omette "Ranch House Party", lasciando le altre sezioni relativamente intatte.

## Genesi
Il balletto originale fu coreografato da Agnes de Mille per il Ballet Russe de Monte Carlo, una compagnia di danza che si era trasferita negli Stati Uniti durante la seconda guerra mondiale. Per competere con la compagnia rivale Ballet Theatre, il Ballet Russe commissionò a de Mille, che veniva da una carriera di relativa oscurità. Alla coreografa fu dato un notevole controllo creativo, scegliendo Aaron Copland come compositore, colpiti dal suo precedente balletto, Billy the Kid. Sebbene inizialmente Copland fosse riluttante a comporre "un altro balletto da Cowboy" De Mille lo persuase che questo spettacolo avrebbe segnato un significativo allontanamento dal suo precedente lavoro. Mentre de Mille si trovava occupata a dare istruzioni ad un cast internazionale per sul manierismo dei cow-boy americani, Copland raccomandava che Oliver Smith progettasse le scene, in quella che si sarebbe dimostrata un'opera di preveggenza.
La stessa De Mille fu la protagonista e la prima al Metropolitan Opera House 39ª Strada (Il vecchio Metropolitan) il 16 ottobre 1942 ricevette 22 chiamate alla ribalta. Gli altri ballerini più importanti nel cast erano Frederic Franklin e Casimir Kokitch. Sebbene la de Mille stessa non fosse del tutto soddisfatta della première, vi parteciparono Rodgers e Hammerstein, che in seguito avvicinarono la de Mille per chiederle di coreografare la loro prossima produzione di Oklahoma!
Il balletto fa uso di azioni a cavallo che Agnes de Mille ideò con l'aiuto di Peggy van Praagh, per una recita a Londra di Peggy van Praagh e Hugh Laing nel 1938. De La Mille si servì anche di forme vernacolari come una danza in quadrato e una cadenza per un ballerino di tip-tap.
Tra le molte recensioni ci fu la coreografia altamente evocativa della de Mille, descritta come "sensibilità cinematografica" e rinomata per il suo realismo. La produzione originale proseguì con un tour di successo, anche se i produttori non riuscirono a replicare l'abilità con cui de Mille aveva interpretato il ruolo principale. De Mille mantenne il potere di veto su qualsiasi casting del balletto, che spesso mandava le compagnie agli estremi per trovare una degna Cowgirl. Nel frattempo, Copland arrangiò la musica come una suite sinfonica per orchestra dal titolo Four Dance Episodes from Rodeo, che consisteva principalmente nella rimozione di "Ranch House Party" e modifiche minori alle ultime due sezioni. Con la sezione centrale rimossa, la composizione assomigliava alla forma sinfonica con un movimento di apertura ambizioso, un movimento lento, minuetto e finale. In questa forma Rodeo ottenne un successo ancora maggiore, in anteprima alla Boston Pops nel 1943.

## Struttura e analisi
Le circostanze che circondano la composizione di Rodeo hanno portato ad avere una serie di caratteristiche che lo distinguono dalle altre composizioni di Copland. Sebbene molte delle opere di Copland incorporino tradizionali musiche folk americane, Rodeo è unico nel senso che le lascia abbastanza intatte nella partitura, con pochissime modifiche da parte del compositore. Questo è probabilmente attribuibile in parte al controllo della De Mille sul lavoro. Infatti, aveva già bloccato l'intero spettacolo prima che Copland avesse scritto una sola nota e trascrisse anche diversi brani folk per Copland, tra cui "Old Paint", oltre alle sue annotazioni di scena personali.
Il noto tema principale di Hoe-Down è basato su una versione unica della canzone popolare americana Bonyparte o Bonaparte's Retreat, interpretata da Salyersville, il violinista del Kentucky William Hamilton Stepp, registrato nel 1937 da Alan Lomax per la Biblioteca del Congresso. Una meticolosa trascrizione di Ruth Crawford Seeger di quella esecuzione apparve nel libro di Lomax del 1941, Our Singing Country.
Molti dei temi erano autobiografici per De Mille. Danzatrice estremamente abile, la coreografa, ciò nonostante si sentiva goffa nel mondo fuori delle scene e la riluttanza della Cowgirl ad aderire ai tradizionali ruoli comportamentali di genere rispecchia l'esperienza della De Mille.

### Buckaroo Holiday
Rodeo si apre con una grande fanfara, che aumenta fino alla battuta 5-6, dove i legni introducono il tema della Cowgirl. Questo tema tranquillo continua fino a quando il tema Rodeo inizia a presentare un motivo altamente ritmico che evoca il trotto dei cavalli. La Cowgirl solitaria cerca l'amore del Capo Mandriano, che è piuttosto preso dalla figlia del Capo Ranch, più femminile. I cowboys entrano nel tema della ferrovia di "Sis Joe", immaginato da de Mille come un evento "simile a un tuono", che Copland impone con pesanti tamburi e ottoni. Mentre la cowgirl cerca l'attenzione della sua preda, imita i cowboys circostanti, che si riflettono nell'uso forte della melodia "Se fosse un Buckaroo". Il tema è ripetuto da vari strumenti solisti prima di essere realizzato in triplo canone dall'orchestra completa. Dopo un breve ritorno al tema tranquillo della Cowgirl, ritorna la fanfara. "Sis Joe" riappare di nuovo, prima che l'intera orchestra suoni trionfalmente "Se fosse un Buckaroo".

### Corral Nocturne
Il "Corral Nocturne" richiama le riflessioni d'amore della Cowgirl, ritratte piuttosto liricamente dall'uso massiccio di Copland dell'oboe e del fagotto. Nello scrivere questa scena la de Mille annotò che "Lei corre attraverso i recinti vuoti intossicati dallo spazio, i suoi piedi rimbombano nell'immobilità". Il capo mandriano la scopre nell'oscurità, ma lei non viene verso di lui come avrebbe fatto la Figlia del capo ranch. Confuso, esce con la figlia del capo ranch.

### Ranch House Party
Il successivo "Ranch House Party" (solo nel balletto) è stato immaginato da de Mille come "Musica da ballo all'interno. Musica notturna all'esterno". Infatti, la sezione si apre con un tema honky-tonk suonato al pianoforte, accompagnato da un clarinetto più riflessivo. La Cowgirl si ritrova tra il Campione del Lazo e il Mandriano, che sono attratti dalla figlia del capo ranch. Il "Corral Nocturne" viene richiamato alla fine di questa sezione, visto che la Cowgirl si ritrova completamente sola.

### Saturday Night Waltz
Mentre il "minuetto del Texas" del "Saturday Night Waltz" interpreta la versione trascritta dalla de Mille di "I Ride an Old Paint" (noto anche come "Houlihan"), i cow-boy e le loro ragazze formano delle coppie. In attesa di un partner e non trovando nessuno, la Cowgirl è sola fino a quando il Campione del Lazo si avvicina a lei, non avendo superato il Mandriano nell'ottenere l'amore della Figlia del capo ranch. Sia questa sezione che il "Corral Nocturne" mostrano la caratteristica economia del suono di Copland, laddove usa strumenti solisti al posto di intere sezioni.

### Hoe-Down
Infine, "Hoe-Down" si apre ripetendo la prima battuta dell'interpretazione di William H. Stepp della canzone folk "Bonaparte's Retreat", che diventerà il tema principale della sezione. Dopo una ripresa del tema Rodeo, il tema proprio inizia negli archi, mentre i corni suonano un semplice contrappunto. Invece di costruire un punto culminante, questa sezione passa a "Miss McLeod's Reel", eseguita da vari strumenti solisti. Copland introduce brevemente il tema irlandese "Gilderoy" col clarinetto e l'oboe.
Andando verso la fine, Copland reintroduce "Bonaparte's Retreat" come canone, prima di tornare al tema Rodeo, che rallenta fino a culminare nel bacio tra la Cowgirl e il Campione del Lazo. "Bonaparte's Retreat" viene quindi ripreso dall'orchestra completa che conclude il pezzo con una grande fanfara.

## Il balletto e il suo posto nel repertorio
In quello che è considerato uno dei primi esempi di balletto veramente americano, Rodeo combina l'esuberanza di un musical di Broadway con le discipline del balletto classico. Di particolare nota, la prima scena richiede agli uomini di fingere di cavalcare e lanciare il lazo, mentre ballano solitari e danzano in gruppi (non molto comune per i ballerini maschi) e mentre interagiscono con una Cowgirl impacciata, che cerca la loro approvazione. Il cast veste abiti western stilizzati, il che rende ancora più difficile eseguire molte mosse.
Le trame di balletto classico in genere coinvolgono qualche relazione ragazzo-incontra-ragazza, o tutt'al più un triangolo amoroso. Ma Rodeo costringe una Cowgirl americana a competere contro un esercito di ragazze locali in una missione per conquistare l'attenzione del campione Roper. L'accoppiamento e l'attrazione reciproca tra uomini e donne nel cast appare fluida e talvolta confusa alla Cowgirl respinta. In questo contesto, la Cowgirl esprime forza, goffaggine, sicurezza, femminilità e vulnerabilità, mentre esegue rapidi movimenti di piedi e pantomime, che imitano gli uomini che domano cavalli selvaggi. Qualsiasi ballerina comica che interpreti la Cowgirl deve riuscire ad essere un fallimento, ma solo per emergere trionfante alla fine quando finalmente indossa un vestito per la notte del ballo.
Riguardo a questo ruolo sfumato, la de Mille disse: "Si comporta come un ragazzo, non per essere un ragazzo, ma per essere apprezzata dai ragazzi".
Le annotazioni dell'American Ballet, per il suo spettacolo del 1950 (Hessisches Staatstheater Wiesbaden, Germania) affermano: Rodeo ... è una storia d'amore del sud-ovest americano. Il problema che affronta è perenne: come una ragazza americana, con le probabilità che sembrano tutte contro di lei, si propone di ottenere un uomo. La ragazza in questo caso è una cowgirl, un maschiaccio i cui sforzi disperati per diventare uno dei bovari del ranch creano un problema ai cowboys e la rendono lo zimbello delle donne.
Come notato sopra, trovare Cowgirls adatte a svolgere questo ruolo fu una sfida. Lucia Chase ricorda che quando la compagnia del Ballet Theatre aveva diritti esclusivi sulla rappresentazione di Rodeo, Agnes de Mille sollecitò per il ruolo l'impiego di "attrici comiche affascinanti e di talento dal palcoscenico dei musical di Broadway". Nel mondo del balletto le preferite della de Mille per il ruolo erano: Dorothy Etheridge (Ballet Russe de Monte Carlo), Jenny Workman (The Ballet Theater Company), Carole Valleskey (Joffrey Ballet), Bonnie Wyckoff (Boston Ballet) e Christine Sarry (American Ballet Theatre).
Negli anni '70, Christine Sarry emerse come l'interprete preferita della de Mille di questo ruolo complesso, la de Mille preferiva addirittura la versione della Sarry alla sua. Agnes de Mille dichiarò nel suo testamento che solo la Sarry era autorizzata ad approvare le ballerine che potevano interpretare il ruolo della Cowgirl. Dalla morte di Agnes de Mille la Sarry istruì ed approvò numerosi ballerini per la parte. Nel XXI secolo, la lista comprende: Tina LeBlanc (San Francisco Ballet (2006), Kristin Long (San Francisco Ballet, 2007); Xiomara Reyes (American Ballet Theater, 2006); Marian Butler (American Ballet Theater, 2006) ed Erica Cornejo (American Ballet Theater, 2005). Della signora Cornejo il critico Jerry Hochman scrisse: "La Cornejo ora padroneggia il ruolo".
Fino al 1979 Rodeo fu rappresentato principalmente da de Mille e Vernon Lusby, per molti anni uno dei suoi più fidati assistenti in numerosi progetti. Quando la malattia precluse la sua capacità di continuare a mettere in scena Rodeo nel 1981, la de Mille chiese a Paul Sutherland, un ex ballerino principale con l'American Ballet Theatre, il Joffrey Ballet e l'Harkness Ballet, che aveva ballato ruoli principali in molti dei suoi balletti, di iniziare a mettere in scena Rodeo. Con la morte di Agnes de Mille nel 1993, la proprietà e tutti i diritti su Rodeo passarono a suo figlio, Jonathan Prude. Negli anni successivi diverse persone misero in scena il balletto. Nel 1999 Prude istituì il comitato de Mille per supervisionare i suoi numerosi lavori e assegnò la responsabilità esclusiva di mettere in scena Rodeo a Sutherland, compresa la selezione dei ballerini, leprove e la produzione scenica. Con l'eccezione di poche compagnie alle quali Agnes de Mille aveva, anni prima, concesso il balletto per sempre, Sutherland mise in scena Rodeo più di cinquanta volte per decine di compagnie e università negli Stati Uniti e in Canada, nonché ad Anversa, in Belgio e continua a farlo.
Per un punto di paragone, sono passati quasi 120 anni dalla prima de Lo schiaccianoci e più di 70 anni dalla prima di Rodeo. Questa crescente longevità, oltre al radicamento della musica di Copland nella cultura americana, suggerisce una sopravvivenza quasi certa per questo balletto.

## Nella cultura di massa
Una versione della sezione Hoe-Down è stata registrata dal gruppo di rock progressivo degli anni '70 Emerson, Lake & Palmer, sul suo album Trilogy, e più tardi dal gruppo folk rock e jazz Béla Fleck and the Flecktones.
Durante le esibizioni di Bob Dylan durante il suo "Never-Ending Tour", Dylan viene presentato dal suo manager di scena che legge una breve biografia con Hoe-Down in sottofondo.
La musica è stata anche notoriamente utilizzata come tema di sfondo per la campagna pubblicitaria "Beef. What's For Dinner" negli anni '90 e anche nell'episodio de I Simpson The Seemingly Never-Ending Story. Una parodia stretta, intitolata In Training e adattata ai leitmotiv del film, è stata composta da James Horner per An American Tail: Fievel Goes West. Un ulteriore adattamento appare in Titanic durante la scena della danza irlandese sotto i ponti.
Hoe-Down ha accompagnato una delle cerimonie di apertura coreografate delle Olimpiadi invernali del 2002 a Salt Lake City, nello Utah.